# Zweden op de Olympische Zomerspelen 2008

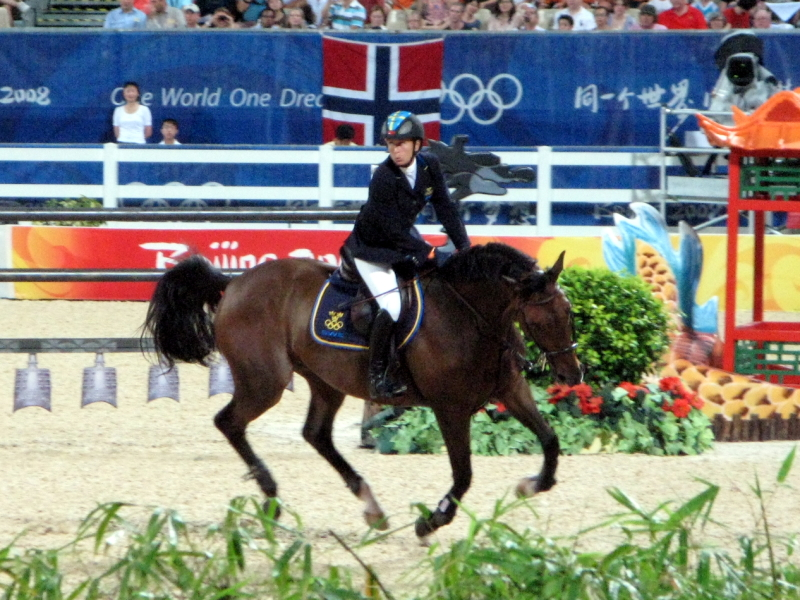
Helena Lundbäck in 2008.

Zweden nam deel aan de Olympische Zomerspelen 2008 in Peking, China. Zweden debuteerde op de eerste Zomerspelen in 1896 en deed in 2008 voor de 25e keer mee. Voor het eerst sinds 1988 en voor de tweede keer sinds 1900 werd geen enkele gouden medaille gewonnen.

## Medailleoverzicht
| Sport        | Olympiër                       | Discipline       | Medaille |
| ------------ | ------------------------------ | ---------------- | -------- |
| Paardensport | Rolf-Goran Bengtsson           | sprongconcours   | Zilver   |
| Tennis       | Simon Aspelin Thomas Johansson | dubbelspel (m)   | Zilver   |
| Wielersport  | Gustav Larsson                 | wegtijdrit (m)   | Zilver   |
| Wielersport  | Emma Johansson                 | wegwedstrijd (v) | Zilver   |
| Zeilen       | Anders Ekström Fredrik Lööf    | star klasse (m)  | Brons    |

De Zweedse worstelaar Ara Abrahamian won oorspronkelijk brons bij het Grieks-Romeins tot 84 kg. Tijdens de medailleceremonie echter stapte hij met de medaille die hem net daarvoor was omgehangen van het podium, legde de medaille op de worstelmat en liep de zaal uit. Dit uit protest tegen de arbitrage tijdens zijn halve finale. Het IOC besloot zijn medaille te ontnemen omdat zij het een schending van de olympische gedachte, een protestactie en een respectloze actie ten opzichte van andere atleten vonden. Zijn medaille wordt niet aan iemand anders gegeven. Het protest dat het Zweeds Olympisch Comité en Abrahamian bij het Hof van Arbitrage voor Sport aantekenden, werd begin 2009 afgewezen.

## Resultaten en deelnemers per onderdeel

### Atletiek
- Niklas Arrhenius
- Magnus Arvidsson
- Jesper Fritz
- Emma Green-Tregaro
- Stefan Holm
- Alhaji Jeng
- Susanna Kallur
- Carolina Klüft
- Mustafa Mohamed
- Anna Söderberg
- Linus Thörnblad
- Johan Wissman

### Badminton
- Sara Persson

### Boksen
- Kennedy Katende
- Naim Terbunja

### Boogschieten
- Magnus Petersson

### Handbal

#### Vrouwentoernooi
- Johanna Ahlm
- Therese Bengtsson
- Matilda Boson
- Jessica Enström
- Sara Eriksson
- Tina Flognman
- Madeleine Grundström
- Isabelle Gulldén
- Sara Holmgren
- Johanna Wiberg
- Therese Helgesson
- Linnea Torstenson
- Frida Toveby
- Annika Wiel Fredén
- Teresa Utkovic

### Kanovaren
- Anders Gustafsson
- Markus Oscarsson
- Sofia Paldanius

### Paardensport
- Rolf-Göran Bengtsson
- Dag Albert
- Linda Algotsson
- Viktoria Carlerbäck
- Peter Eriksson
- Jan Brink
- Magnus Gällerdal
- Patrik Kittel
- Helena Lundbäck
- Katrin Norling
- Lotta Schultz
- Tinne Wilhelmsson-Silfvén

### Roeien
- Lassi Karonen
- Frida Svensson

### Schermen
- Emma Samuelsson

### Schietsport
- Håkan Dahlby
- Nathalie Larsson

### Schoonspringen
- Elina Eggers
- Anna Lindberg

### Taekwondo
- Karolina Kedzierska
- Hanna Zajc

### Tafeltennis
- Pär Gerell
- Jens Lundqvist
- Jörgen Persson

### Tennis
- Simon Aspelin
- Sofia Arvidsson
- Jonas Björkman
- Thomas Johansson
- Robin Söderling

### Triatlon
- Lisa Nordén

### Voetbal
- Johanna Almgren
- Maria Aronsson
- Jessica Landström
- Sara Larsson
- Hedvig Lindahl
- Nilla Fischer
- Linda Forsberg
- Josefine Öqvist
- Frida Östberg
- Anna Paulson
- Charlotte Rohlin
- Lotta Schelin
- Caroline Seger
- Stina Segerström
- Therese Sjögran
- Victoria Svensson
- Sara Thunebro

### Wielersport
- Emma Johansson
- Gustav Larsson
- Emil Lindgren
- Marcus Ljungqvist
- Susanne Ljungskog
- Thomas Löfkvist
- Fredrik Kessiakoff
- Sara Mustonen

### Worstelen
- Ara Abrahamian
- Jenny Fransson
- Ida-Theres Karlsson-Nerell
- Jalmar Sjöberg
- Sofia Mattsson

### Zeilen
- Anders Ekström
- Fredrik Lööf
- Daniel Birgmark
- Anton Dahlberg
- Rasmus Myrgren
- Sebastian Östling
- Karin Söderström
- Therese Torgersson
- Karl Torlén
- Vendela Zachrisson-Santén
- Jonas Lindberg

### Zwemmen
- Therese Alshammar
- Jonas Andersson
- Eva Berglund
- Gabriella Fagundez
- Lars Frölander
- Petra Granlund
- Claire Hedenskog
- Joline Höstman
- Anna-Karin Kammerling
- Josefin Lillhage
- Ida Mattsson
- Stefan Nystrand
- Jonas Persson
- Simon Sjödin
- Sarah Sjöström
- Petter Stymne
- Hanna Westrin
- Christoffer Wikström

Afghanistan · Albanië · Algerije · Amerikaanse Maagdeneilanden · Amerikaans-Samoa · Andorra · Angola · Antigua en Barbuda · Argentinië · Armenië · Aruba · Australië · Azerbeidzjan · Bahama's · Bahrein · Bangladesh · Barbados · België · Belize · Benin · Bermuda · Bhutan · Bolivia · Bosnië en Herzegovina · Botswana · Brazilië · Britse Maagdeneilanden · Bulgarije · Burkina Faso · Burundi · Cambodja · Canada · Centraal-Afrikaanse Republiek · Chili · China · Chinees Taipei · Colombia · Comoren · Congo-Brazzaville · Congo-Kinshasa · Cookeilanden · Costa Rica · Cuba · Cyprus · Denemarken · Djibouti · Dominica · Dominicaanse Republiek · Duitsland · Ecuador · Egypte · El Salvador · Equatoriaal-Guinea · Eritrea · Estland · Ethiopië · Fiji · Filipijnen · Finland · Frankrijk · Gabon · Gambia · Georgië · Ghana · Grenada · Griekenland · Groot-Brittannië · Guam · Guatemala · Guinee · Guinee‑Bissau · Guyana · Haïti · Honduras · Hongarije · Hongkong · Ierland · IJsland · India · Indonesië · Irak · Iran · Israël · Italië · Ivoorkust · Jamaica · Japan · Jemen · Jordanië · Kaaimaneilanden · Kaapverdië · Kameroen · Kazachstan · Kenia · Kirgizië · Kiribati · Koeweit · Kroatië · Laos · Lesotho · Letland · Libanon · Liberia · Libië · Liechtenstein · Litouwen · Luxemburg · Macedonië · Madagaskar · Malawi · Malediven · Maleisië · Mali · Malta · Marshalleilanden · Marokko · Mauritanië · Mauritius · Mexico · Micronesië · Moldavië · Monaco · Mongolië · Montenegro · Mozambique · Myanmar · Namibië · Nauru · Nederland · Nederlandse Antillen · Nepal · Nicaragua · Nieuw-Zeeland · Niger · Nigeria · Noord-Korea · Noorwegen · Oeganda · Oekraïne · Oezbekistan · Oman · Oostenrijk · Oost‑Timor · Pakistan · Palau · Palestina · Panama · Papoea-Nieuw-Guinea · Paraguay · Peru · Polen · Portugal · Puerto Rico · Qatar · Roemenië · Rusland · Rwanda · Saint Kitts en Nevis · Saint Lucia · Saint Vincent en Grenadines · Salomonseilanden · Samoa · San Marino · Sao Tomé en Principe · Saoedi-Arabië · Senegal · Servië · Seychellen · Sierra Leone · Singapore · Slovenië · Slowakije · Soedan · Somalië · Spanje · Sri Lanka · Suriname · Swaziland · Syrië · Tadzjikistan · Tanzania · Thailand · Togo · Tonga · Trinidad en Tobago · Tsjaad · Tsjechië · Tunesië · Turkije · Turkmenistan · Tuvalu · Uruguay · Vanuatu · Venezuela · Verenigde Arabische Emiraten · Verenigde Staten · Vietnam · Wit-Rusland · Zambia · Zimbabwe · Zuid-Afrika · Zuid-Korea · Zweden · Zwitserland
Uitgesloten van deelname: Brunei